# Pakhuis De Wolff
Het Pakhuis de Wolff, ook wel genoemd 't Graenpakhuys De Wolff, is een voormalig graanpakhuis aan de Vooreiland 15 in de Noord-Hollandse stad Medemblik. Het pand is sinds 23 november 1965 ingeschreven als rijksmonument.

## Geschiedenis
De vermogende familie Van der Wolff heeft het pand laten bouwen. Tijdens de bouw werd ook de zij-aanbouw gebouwd, hiermee is het pand het enige in Medemblik waarvan de aanbouw origineel is. Zowel het hoofdgebouw als de aanbouw hebben gelijkende vensters. De achtergevel bestaat uit gele stenen met in de vlechtingen rode stenen. De voorgevel is gedecoreerd met boogblokken.
Het pand heeft in haar bestaan ook dienstgedaan als zoutopslag en kaaspakhuis. Na de Tweede Wereldoorlog heeft de gemeente Medemblik het pand gebruikt als gebouw voor de plantsoenendienst. Het pand is in 1981 volledig gerestaureerd onder toeziend oog van de Rijksdienst voor de Monumentenzorg, tegenwoordig de Rijksdienst voor het Cultureel Erfgoed. Na de restauratie werd het pand ingericht als woning.